# 112-es busz (Budapest)
A budapesti 112-es jelzésű autóbusz a Rákospatak utca / Csömöri út és a Thomán István utca között közlekedik, a 110-es járattal összehangolt menetrend szerint. A viszonylatot a Budapesti Közlekedési Zrt. üzemelteti.
A járat az Apor Vilmos tér után körforgalmi járatként közlekedik, a Németvölgyi úton éri el a Thomán István utcai fordulót, ahonnan a Szendrő utcán és a Stromfeld Aurél úton megy vissza. Ezen a szakaszon az ellenkező irányba a 102-es buszok közlekednek, amelyek azonban nem érintik a Thomán István utcai fordulót. A 110-es buszok útvonala a Thomán István utca felé megegyezik a 112-es buszokéval, azonban a 110-es buszok a Thomán István utcától a hegyről lefelé is a Németvölgyi úton járnak.

## Története
A 112-es busz 1979. május 1-jén indult az Irányi utca és a Szendrő utca között körforgalmi járatként, a 2-es busz kiegészítése céljából. 1982. november 1-jén a Thomán István utcáig hosszabbították. 1990. május 3. és augusztus 8. között közműépítés miatt a 2-es és 112-es busz terelve közlekedett, a kimaradó Bürök utcai és Tornalja utcai megállókat a szintén módosított útvonalon közlekedő 102-es busz pótolta. 2005. július 4-én a vonalát az Erzsébet híd – Ferenciek tere – Astoria – Múzeum körút – Kálvin tér – Kecskeméti utca – Ferenciek tere – aluljáró – Erzsébet híd útvonalon meghosszabbították, így a járatnak közvetlen metrókapcsolata is lett. 2009. május 23-án a Kecskeméti utca átépítése miatt belső végállomása az Urániához került át. Az M4-es metró 2014-es átadásához kapcsolódóan átalakult a felszíni járatok közlekedése, ezért március 29-én – az Uránia buszvégállomás megszűnésével párhuzamosan – az útvonala a Bosnyák térig hosszabbodott. Október 4-én a vonalon új megállóhely létesült a 110-es busz indulása miatt a Bosnyák tér irányában Pagony utca néven. Az új viszonylat mindkét irányban a Mártonhegy felé közlekedik. 2016. március 19–25. között a vonalon közlekedett egy Credo Econell City tesztbusz is. 2016. június 4-étől késő esténként és hétvégén hajnalban a Bosnyák tér helyett csak a Keleti pályaudvarig közlekedik. 2022. május 7-étől hétvégente és ünnepnapokon, valamint 2024. január 19-étől munkanapokon este 20 óra után a viszonylat budai szakaszán kizárólag az első ajtón lehet felszállni az autóbuszokra, ahol a járművezető ellenőrzi az utazási jogosultságot. 2024. december 8-án a Bosnyák tér átépítése miatt a zuglói végállomását a Rákospatak utcába, a Csömöri út kereszteződéséhez helyezték át.

## Útvonala
| Thomán István utca felé |
| Rákospatak utca / Csömöri út vá. – Csömöri út – Bosnyák tér – Thököly út – Baross tér – Rákóczi út – Kossuth Lajos utca – Szabad sajtó út – Erzsébet híd – Hegyalja út – BAH-csomópont – Jagelló út – Apor Vilmos tér – Stromfeld Aurél út – Szendi utca – Németvölgyi út – Bürök utca – Tornalja utca – Fodor utca – Thomán István utca – Thomán István utca vá.                      |
| Rákospatak utca / Csömöri út felé |
| Thomán István utca vá. – Thomán István utca – Fodor utca – Szent Orbán tér – Orbánhegyi út – Stromfeld Aurél út – Apor Vilmos tér – Jagelló út – BAH-csomópont – Hegyalja út – Erzsébet híd – Szabad sajtó út – Kossuth Lajos utca – Rákóczi út – Baross tér – Thököly út – Bosnyák tér – Csömöri út – Fűrész utca – Telepes utca – Rákospatak utca – Rákospatak utca / Csömöri út vá. |

## Megállóhelyei
Az átszállási kapcsolatok között a 110-es jelzésű busz nincsen feltüntetve, mivel a Thomán István utca felé azonos útvonalon közlekednek. A Rákospatak utca felé a 112-es a Szent Orbán tér felé, a 110-es a Fodor utcán közlekedik.
| A szürke hátterű megállókat késő este, illetve hétvégén reggel nem érinti! |    |                                         |    | |                                              |
| 0                                                                          | ∫  | Rákospatak utca / Csömöri út végállomás | 41 | 7, 277 | MTK Lantos Mihály Sportközpont               |
| 3                                                                          | ∫  | Bosnyák tér                             | 38 | 3, 62, 62A 7, 7E, 8E, 32, 108E, 124, 125, 133E, 277 | Páduai Szent Antal-plébániatemplom           |
| 4                                                                          | ∫  | Tisza István tér                        | 36 | 82, 82A 7, 8E, 108E, 133E |                                              |
| 5                                                                          | ∫  | Amerikai út                             | 34 | 7 |                                              |
| 7                                                                          | ∫  | Zugló vasútállomás                      | 33 | 1, 1A 72 5, 7, 7E, 8E, 108E, 133E S21 S50 G50 Z50 IC, sebesvonat, gyorsvonat                                                                                      | Zugló megállóhely                            |
| 8                                                                          | ∫  | Zugló vasútállomás (Hermina út)         | ∫  | 72 |                                              |
| 10                                                                         | ∫  | Stefánia út / Thököly út                | 31 | 72, 75 5, 7 |                                              |
| 11                                                                         | ∫  | Cházár András utca                      | 30 | 5, 7 |                                              |
| 12                                                                         | ∫  | Reiner Frigyes park                     | 29 | 5, 7, 30, 30A, 133E, 230 |                                              |
| A barna hátterű megálló késő este, illetve hétvégén reggel a végállomása.  |    |                                         |    | |                                              |
| ∫                                                                          | 0  | Keleti pályaudvar M végállomás          | ∫  | |                                              |
| 14                                                                         | 0  | Keleti pályaudvar M                     | 27 | 23, 24 73, 76, 78, 79, 80 5, 7, 7E, 8E, 20E, 30, 30A, 107, 108E, 133E, 230 G10 S60 G60 Z60 S80 G80 IC, EC, EN, InterRégió, sebesvonat, gyorsvonat, expresszvonat, | Keleti pályaudvar, Metróállomás              |
| 15                                                                         | 1  | Huszár utca                             | 25 | 73, 76, 79 5, 7, 107 |                                              |
| 17                                                                         | 3  | Blaha Lujza tér M                       | 24 | 4, 6, 28, 28A, 37, 37A, 62 74 5, 7, 7E, 8E, 99, 107, 108E, 133E, 217E                                                                                             | Metróállomás                                 |
| 19                                                                         | 5  | Uránia                                  | 22 | 74 5, 7, 8E, 107, 108E, 133E | Uránia mozi                                  |
| 20                                                                         | 6  | Astoria M                               | 21 | 47, 48, 49 72, 74 5, 7, 8E, 9, 107, 108E, 133E | Metróállomás, Astoria szálloda               |
| 21                                                                         | 8  | Ferenciek tere M                        | 19 | 5, 7, 8E, 15, 107, 108E, 133E | Metróállomás, Alcantarai Szent Péter-templom |
| 22                                                                         | 9  | Március 15. tér                         | 17 | 2, 2B, 23 5, 7, 8E, 15, 107, 108E, 133E |                                              |
| 23                                                                         | 10 | Döbrentei tér                           | 16 | 19, 41, 56, 56A 5, 7, 8E, 107, 108E | Szent Lukács és Rudas gyógyfürdő             |
| 25                                                                         | 12 | Sánc utca                               | 14 | 8E, 27, 108E, 178 |                                              |
| 26                                                                         | 13 | Mészáros utca                           | 13 | 8, 108E |                                              |
| ∫                                                                          | ∫  | BAH-csomópont                           | 12 | 17, 61 8E, 108E, 139, 140, 140A, 212, 212A, 212B | Budapest Kongresszusi Központ                |
| 29                                                                         | 16 | BAH-csomópont                           | 10 | 17, 61 8E, 108E, 139, 140, 140A, 212, 212A, 212B | Budapest Kongresszusi Központ                |
| 30                                                                         | 17 | Sirály utca                             | 9  | 212, 212A, 212B | MOM Kulturális Központ                       |
| 32                                                                         | 18 | Apor Vilmos tér                         | 8  | 59, 59A, 59B 102, 105 |                                              |
| ∫                                                                          | ∫  | Németvölgyi út                          | 7  | 102, 105 |                                              |
| ∫                                                                          | ∫  | Nárcisz utca                            | 6  | 102 |                                              |
| ∫                                                                          | ∫  | Szent Orbán tér                         | 5  | 21, 21A, 102, 210, 210B, 212, 212A, 212B, 221 |                                              |
| ∫                                                                          | ∫  | Vöröskő utca                            | 4  | 102 |                                              |
| ∫                                                                          | ∫  | Szendrő utca                            | 3  | 102 |                                              |
| 33                                                                         | 19 | Bürök utca                              | ∫  | 102 |                                              |
| 34                                                                         | 20 | Boldog Teréz anya tér                   | ∫  | 102 |                                              |
| 35                                                                         | 21 | Kempelen Farkas utca                    | ∫  | 102 |                                              |
| 36                                                                         | 22 | Mártonhegyi út                          | ∫  | 102 |                                              |
| 37                                                                         | 23 | Tamási Áron utca                        | ∫  | 102 |                                              |
| 38                                                                         | 24 | Pagony utca                             | 2  | |                                              |
| 39                                                                         | 25 | Sólyom utca                             | 1  | |                                              |
| 40                                                                         | 26 | Tamási Áron utca / Thomán István utca   | 0  | |                                              |
| 41                                                                         | 27 | Thomán István utca végállomás           | 0  | |                                              |

## Képgaléria

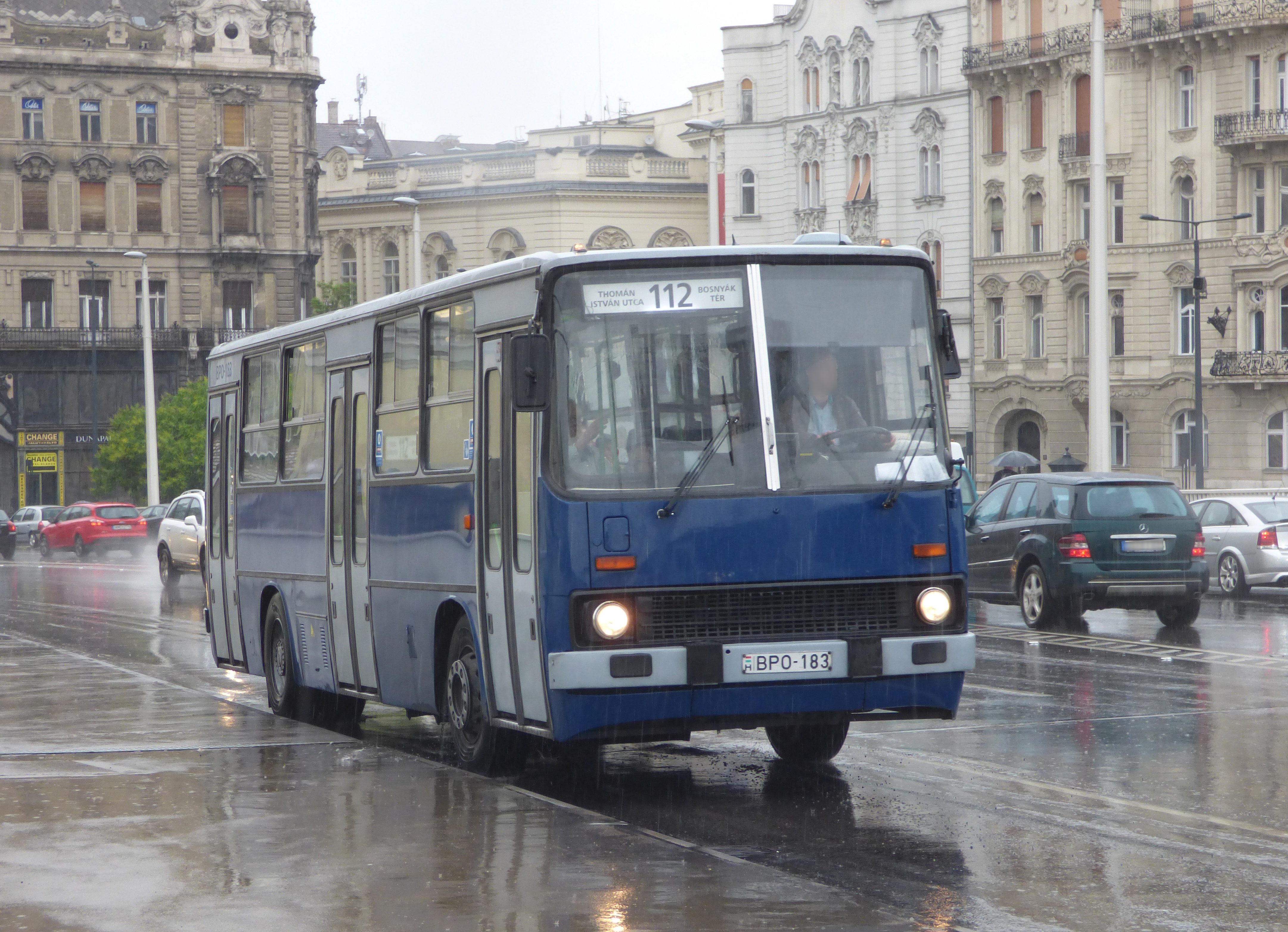
Ikarus 260-as busz az Erzsébet hídon
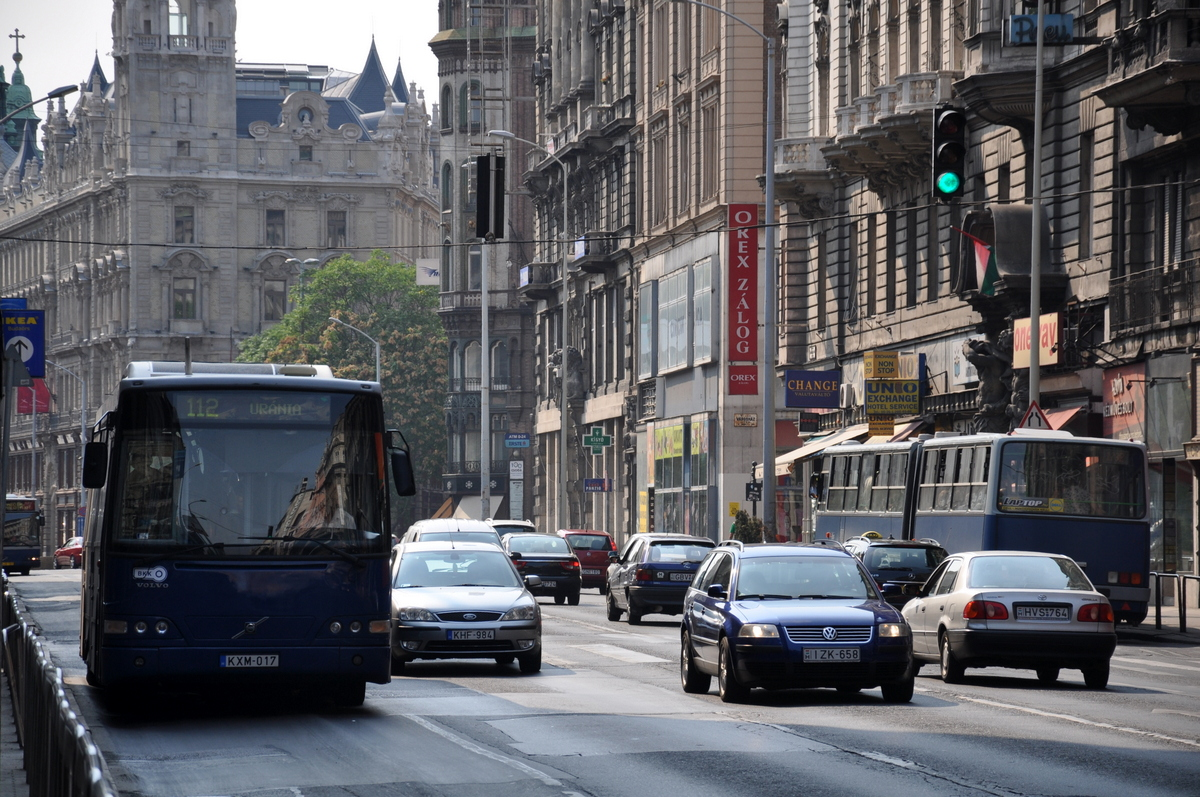
Volvo-Alfa Localo a Kossuth Lajos utcában
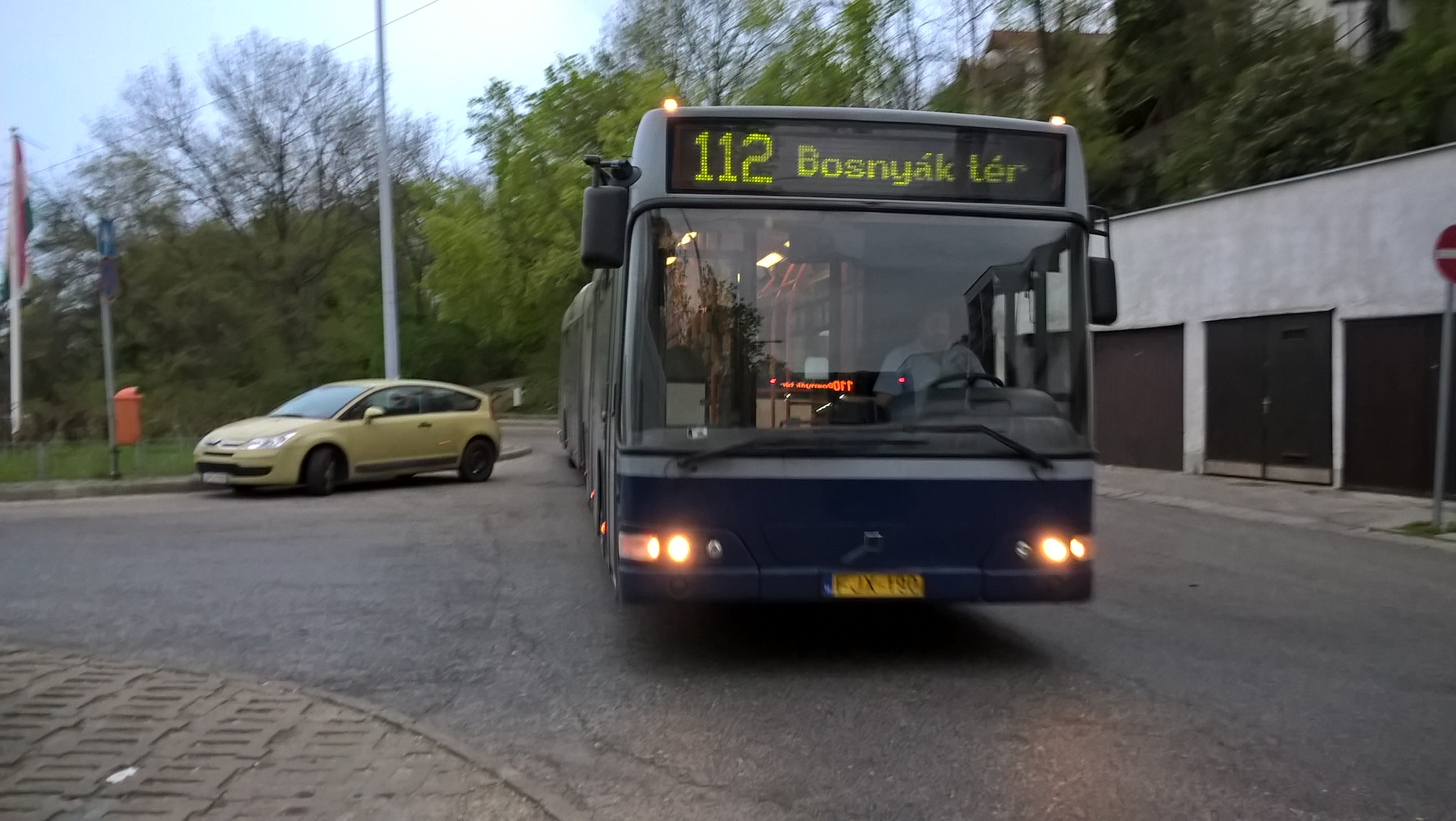
Volvo 7700A a Thomán István utcánál